# Berimbau

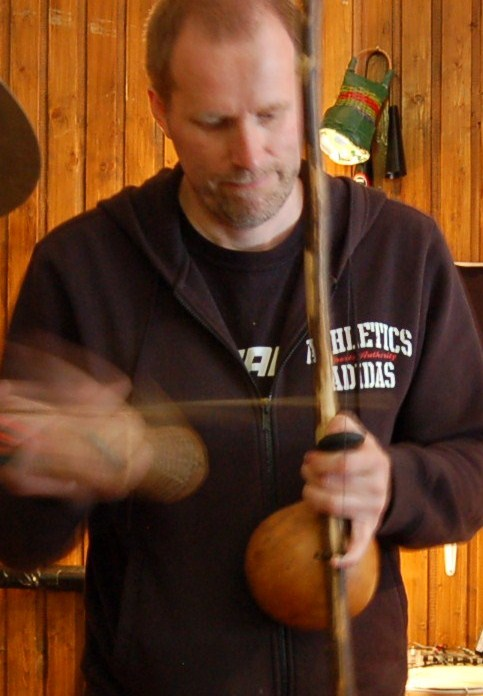
Berimbau-Spieler

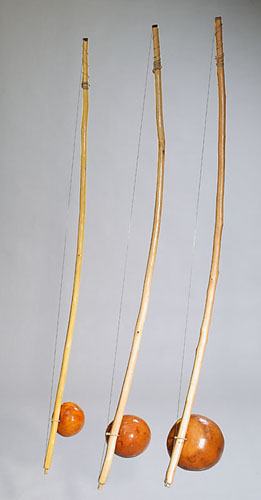
Drei Berimbau mit Kalebassen als Klangkörpern in unterschiedlichen Tonhöhen

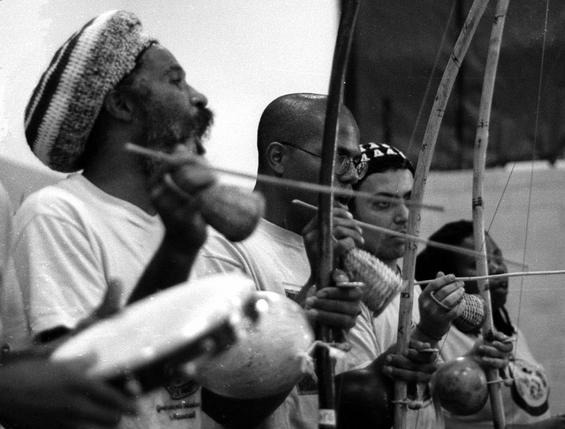
Drei Berimbau-Spieler, links die Rahmentrommel Pandeiro, Capoeira-Musik

Der Berimbau ([beɾĩˈbau̯], portugiesisch auch berimbau de barriga, „Maultrommel des Bauches“, spanisch birimbao) ist ein Musikbogen aus dem Nordosten Brasiliens. Im Süden des Landes heißt er urucungu. Der Saitenträger besteht aus einem gebogenen Holzstock (dem arco do berimbau oder verga aus Biriba-Holz), an dessen beiden Enden ein Draht (arame) als Saite befestigt ist (oft aus alten Autoreifen entnommen), und einem aufgeschnittenen, ausgehöhlten Flaschenkürbis (Cabaça), der als Resonanzkörper am unteren Drittel des Bogens über Saite und Bogen befestigt wird.
Berimbau: Toque de angola anhörenⓘ

## Bauform und Spielweise
Der Berimbau ist das Hauptinstrument des brasilianischen Kampftanzes Capoeira. Die Tonhöhe eines Berimbaus ist bedingt durch den Durchmesser und die Festigkeit des Holzstocks und die daraus resultierende unterschiedlich starke Spannung des Drahts sowie die Länge des Bogens. Man unterscheidet drei Tonhöhen, die bestimmen, welche Rolle ein Berimbau spielt: Die Gunga hat den dünnsten Stab sowie den größten Klangkörper und erzeugt die tiefsten Töne; sie gibt den Grundrhythmus und somit die Spielweise der Capoeiristas an. Die médio hat einen mittleren Stab und Klangkörper, erzeugt Töne in der mittleren Lage und spielt den Gegenrhythmus zur gunga. Die stark gespannte viola erzeugt die höchsten Töne und spielt freie Variationen.
Gespielt wird das Instrument mit einem Holzstäbchen, der baqueta, die an den Draht geschlagen wird. Mit einem Stein oder einer Münze (dem dobrão), die der Spieler an den Draht presst, wird die Tonhöhe verändert. Es gibt nur drei Töne: tief, schnarrend – wenn die Münze oder der Stein nur leicht an den vibrierenden Draht gehalten wird – und hoch. In der Hand, die die baqueta bewegt, hält man meist noch ein geflochtenes, geschlossenes Körbchen, in dem sich Pflanzensamen befinden. Dieses nennt man Caxixi; es dient dazu, den Rhythmus zu verstärken.

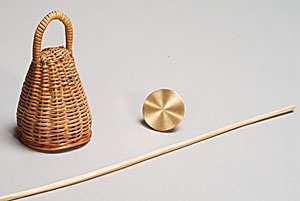
Caxixi, Vadero, Baqueta sowie Steine werden genutzt, um ein Berimbau zu spielen

Instrumentencharakteristika sind auf die in Afrika weit verbreiteten Musikbögen zurückzuführen, im Besonderen auf zwei Kalebassen-Musikbögen in Angola, deren Saite mit einem dünnen Stab geschlagen wird.

## Musiker
Als Meister des Berimbau gilt Naná Vasconcelos. Baden Powell de Aquino, ein brasilianischer Gitarrist, komponierte ein Lied über den Berimbau, Vinícius de Moraes lieferte den Text. Das Lied wird heute von brasilianischen Bands wie Olodum, Timbalada, Soulfly und Sepultura gespielt.
Der brasilianische Perkussionist Dom Um Romão war ein Meister des Berimbauspiels und führte das Instrument in den 1970er Jahren in New York in den Jazz ein. Er spielte zu dieser Zeit zusammen mit Astrud Gilberto und John Coltrane. Dom Um Romão spielte das Berimbau unter anderem für Cannonball Adderley, Ella Fitzgerald, Frank Sinatra, Blood, Sweat & Tears und Weather Report.
Auf dem Album Iguaçu der deutschen Jazz-Formation Passport aus dem Jahr 1977 spielen Curt Cress und Clelio Ribeiro den Berimbau.